# 川端慎吾
川端 慎吾（かわばた しんご、1987年10月16日 - ）は、大阪府貝塚市出身のプロ野球選手（内野手）。右投左打。東京ヤクルトスワローズ所属。
実妹は女子野球選手・指導者の川端友紀。

## 経歴

### プロ入り前
軟式野球で国体出場経験のある父親の影響で、小学校2年生から貝塚リトルで投手兼遊撃手として野球を始める。貝塚三中在学中は硬式クラブ「オール狭山ボーイズ」に所属し、投手兼遊撃手としてプレー。
和歌山市立和歌山商業高等学校（現・和歌山市立和歌山高等学校）進学後、本格的に遊撃手としてプレーを始める。2004年の夏の甲子園に出場し、2回戦で聖光学院に敗れる。川端は2試合で8打数3安打だった。
2005年の春のセンバツでは、2回戦で準優勝の神村学園と対戦し敗退。川端はエース野上亮磨から本塁打を打っている。夏の県大会は準決勝で敗退。その後第6回AAAアジア野球選手権大会の選抜メンバーに選出。打率.462でベストナインを受賞した。高校通算33本塁打。また、2学年下には益田直也がいた。
2005年高校生ドラフト会議3巡目で東京ヤクルトスワローズに指名され、契約金4500万円、年俸480万円（金額は推定）で入団した。

### ヤクルト時代
2006年にキャンプを一軍で迎える。開幕一軍は逃したが、二軍では高卒新人としては珍しい79試合に出場。10月9日の対中日ドラゴンズ戦で一軍初出場（2打数無安打）、10月10日の対広島東洋カープ戦の第2打席で公式戦初安打・マルチヒットと共に、プロ初打点を記録し、プロ2試合目で早くもお立ち台に上った。球団史上、ドラフト会議を経た高卒1年目の野手が一軍の試合に出場したのは、1987年に1試合出場した土橋勝征以来、約20年ぶりだった。
2007年は、一軍と二軍を行き来する中、8月22日の試合で左手の薬指を骨折し、そのリハビリで残りのシーズンの出場はできず、10月中旬のフェニックス・リーグで実戦に復帰した。
2008年に初めて開幕を一軍で迎える。10月7日の中日戦では第1打席で小笠原孝からプロ初本塁打を記録した。
2009年も5月に一軍昇格。その後は主に左の代打として出場したものの、8月23日の練習中にまたも右肩痛を発症し、登録抹消。以降は一軍での出場はなかった。
2010年、阪神タイガースから藤本敦士がFAで加入。遊撃手のポジションを鬼崎裕司、新人の荒木貴裕らと争う。開幕当初は藤本が固定される形で起用されたが、不調から二軍落ち。その後は鬼崎が守備力を生かして台頭したが、打撃に難があったため、7月頃から川端が遊撃手のレギュラーとして起用されるようになった。その後、シーズン終了まで遊撃手のポジションを守り続け、8番打者としてチームの後半戦の躍進にも貢献した。なお、守備力は鬼崎の方が買われていたため、試合終盤は守備固めとして鬼崎が遊撃手に入り、三塁手へ回される機会も多かった。この飛躍にはシーズン中盤に監督の高田繁の休養（事実上の引責辞任）により監督代行に就任した小川淳司の引き立てによるところも大きい。小川は入団当時の二軍監督で、初年度から二軍で積極的に起用された。
2011年、開幕戦で最有力ライバルだった川島慶三が東野峻に死球を受けて骨折したことから、スタメン遊撃手に定着。シーズン中盤までは7番を任されると、6番・宮本慎也、8番・相川亮二と「恐怖の下位打線」を形成。クリーンナップが不振でも得点源として機能する。しかし、ジョシュ・ホワイトセル、飯原誉士の絶不振や故障によりシーズン中盤からは3番打者として起用される。新打順も無難にこなし、9月末には2割9分台まで打率を上げた。その後不振に陥り、10月19日に左手首痛で登録を抹消された。病院での検査の結果、「左手のTFCC（三角線維軟骨複合体）損傷」で全治6週間と診断（9月14日の広島戦でスライディングした際に左手を地面に強打したのが原因とされる）され、シーズン2位で進出が決定していたクライマックスシリーズに出場できず。同じく戦線離脱を余儀なくされた由規、久古健太郎、七條祐樹らとスタンド観戦する結果になった。シーズンとしては規定打席に初めて到達した。
2012年、開幕から主に3番、5番打者を務め、シーズン最終試合で打率3割に挑むも届かなかった。その後のCSでは無安打に終わり、シーズンを終えた。最終成績は打率.298、4本塁打、49打点と前年を超える成績を残した。また、本来の遊撃手だけではなく、宮本慎也の休養日には三塁手として40試合以上守った。さらにシーズン終盤からは一塁手の畠山和洋の怪我により一塁を守る機会もあった。
2013年4月22日に左足首関節の手術を受け、実戦復帰まで2か月の見通しと発表した。

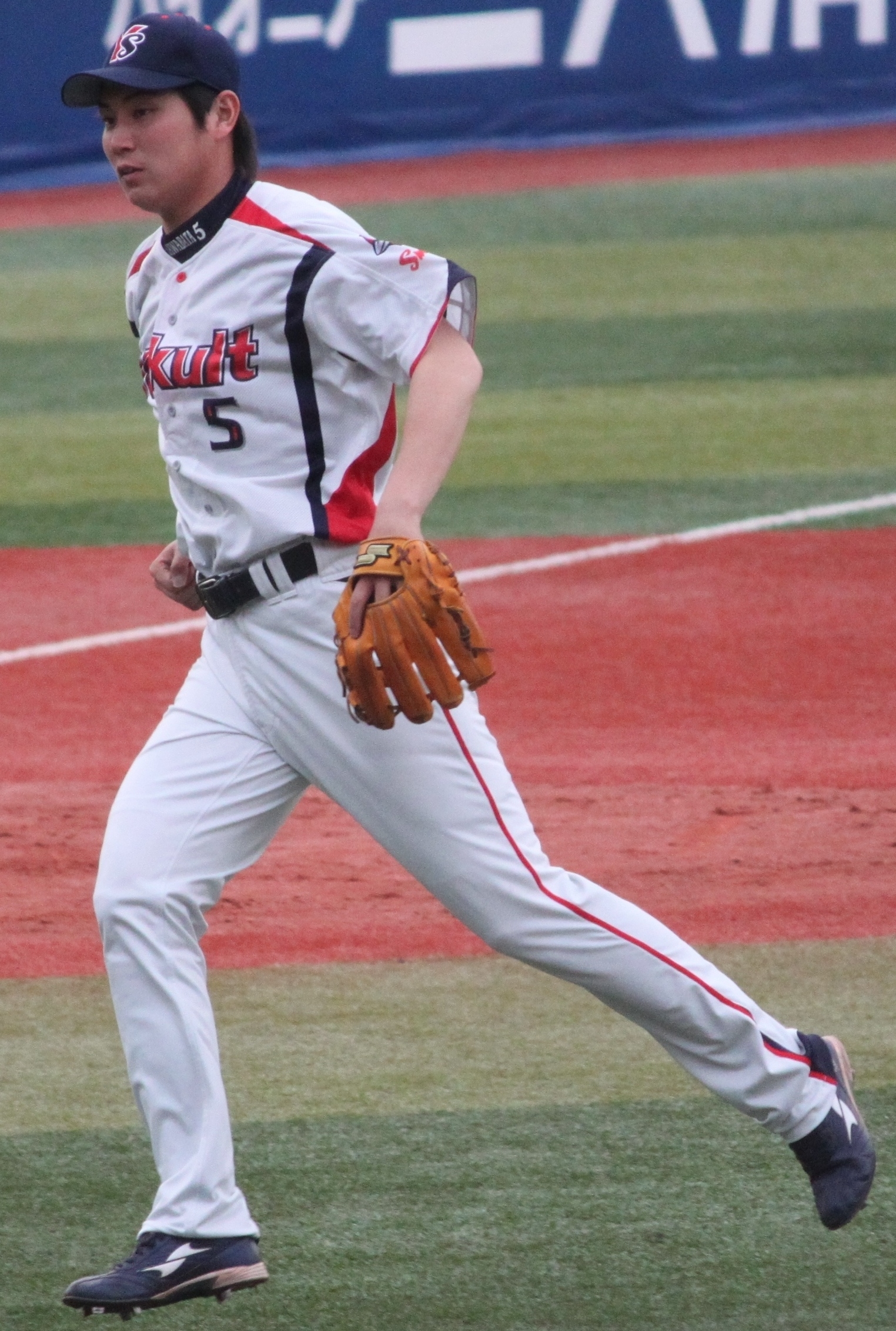
2012年5月1日、横浜スタジアム

7月9日に復帰してからは、調整不足の影響からか中々状態が上がらなかったが、8月から徐々に調子を上げ最終的に70試合に出場、規定打席未到達ながら打率.311を記録、本塁打も規定打席の半分程の打席数で過去最高の5本塁打を打った。また9月には自身初となる月間MVPを獲得した。同年オフの11月には台湾で行われた「2013 BASEBALL CHALLENGE 日本 VS チャイニーズ・タイペイ」の日本代表に選出された。
2014年に三塁手などとして自己最多の142試合に出場し、山田哲人らとともに打線を牽引。3番での出場が多かったが、攻撃型打線を組む時は2番に起用される時もあった。打撃面では規定打席に到達して打率3割以上を達成し、自己最多の10本塁打を記録した。しかし、守備面では守備率.957で14失策を喫した。オフに、2900万円増となる推定年俸8500万円で契約を更改した。
2015年7月16日に、第1回WBSCプレミア12の日本代表第1次候補選手に選出されたことが発表された。9月10日に、第1回WBSCプレミア12の日本代表候補選手に選出されたことが発表された。シーズンでは、真中満新監督のバントを減らし繋ぐという構想の下2番で開幕スタメンを果たす。その後チーム事情もあり長らく3番を勤めたが、オールスター明けに一気に状態を上げた山田哲人が3番に回ると2番に完全固定され、リーグトップの195安打を記録し、山田との争いを制し打率.336で首位打者を獲得するなどチームの優勝に貢献した。オフの10月9日に、第1回WBSCプレミア12の日本代表最終ロースター28名に選出されたことが発表された。オフの12月14日には契約更改を行い、同年年俸8500万円から大幅アップとなる推定年俸1億6000万円で4年契約を結んだ。翌2016年からは森岡良介から引き継ぎ新選手会長に就任した。「他球団に行こうと思わない。できればずっとヤクルトで野球をやりたい」と球団への愛着を語った。
2016年開幕前の2月15日に「侍ジャパン強化試合 日本 vs チャイニーズタイペイ」の日本代表26名に選出されたことが発表された。しかし3月2日にインフルエンザのため辞退したことが発表された。開幕後の7月18日の横浜DeNAベイスターズ戦で自打球が足に当たり途中交代。骨折と診断され、19日に出場登録を抹消された。9月6日に一軍復帰し、最終的な成績は前年を大きく下回ったが、3年連続の3割はキープした。4年契約の1年目を終え、現状維持となる1億6000万円で契約を更改した。
2017年キャンプ中に椎間板ヘルニアを発症。リハビリを続けたものの、症状が悪化したために8月に手術を受けた。そのため一軍出場はなかった。4年契約の2年目を終え、2000万円減となる推定年俸1億4000万円で契約を更改した。
2018年、開幕戦に「5番・三塁手」として先発出場し、2年ぶりの本塁打を打った。次カードの4月3日の広島戦では今村猛から頭部死球を受けるアクシデントに見舞われ、脳震盪特例措置で4日に登録抹消となる。その後復帰するも打撃不振に陥り二軍で再調整のため再び登録抹消となった。6月6日に一軍復帰すると調子を取り戻し、打順は主に6番で三塁手や一塁手として出場。7月21日の中日戦では、9回裏に鈴木博志から自身初のサヨナラ本塁打を打った。また8月14日の巨人戦では9回裏にアダメスから逆転サヨナラ打を打った。最終的に97試合に出場し、規定打席に届かず打率.259と完全復活とはならなかったが、要所で勝負強さを見せた。この年、シーズン安打数が77で、あと1本に迫る通算1000安打には届かなかった。4年契約の3年目を終え、現状維持となる推定年俸1億4000万円で契約を更改した。
2019年は、開幕を二軍で迎える。4月19日に一軍に昇格すると、翌20日の中日戦では6回に村上宗隆の代打で出場し、柳裕也から適時打を打って通算1000安打を達成した。また9月4日の広島戦では、6回に代打で出場して通算1000試合出場を達成した。しかし腰の状態が上向かずシーズン通じて不振で、37試合の出場で打率.164に終わった。4年契約の最終年を終え、1億円減の推定年俸4000万円で契約を更改した。
2020年はキャンプから二軍で調整していたが、代打要員として一軍に昇格すると7月25日の対巨人戦（神宮）では中川皓太から2年ぶりにサヨナラ適時打を打ったが、39試合の出場でレギュラー定着後としては最低の打率.128に終わった。年俸も50％減の2000万円となった。
2021年は、3月30日のDeNA戦で決勝打を打つなど、代打として起用されてはヒットを量産し、6月20日の中日戦では神宮球場で7回裏二死に2シーズンぶりの2点本塁打を放つなどの活躍を見せ、6月終了時点で4割近くの打率を残した。その勢いは後半戦に入っても続き、8月末時点でも打率は3割6分前後を記録。9月2日の巨人戦では、32試合連続無失点中のチアゴ・ビエイラから一時勝ち越す適時打を打った。最終的に真中満に次ぐ代打におけるシーズン30安打を放ち、打率も.372、出塁率.419と圧巻の成績を記録。得点圏打率も4割を超え、勝負を決める一打も数多く放ちチームの優勝に貢献した。一方で、ここ数年の故障を考慮した影響からかシーズン当初から役割は代打に固定され先発出場はシーズン1度もなく、守備は終盤の代打後に一塁手に回る役割を数試合こなした程度に留まったこともあり、代打以外の安打は2本のみだった。日本シリーズ第6戦ではオリックスとの熱戦の末、12回表、吉田凌から勝ち越し適時打を放ちチーム20年ぶりの日本シリーズ優勝に貢献した。試合後には、思わず涙を流していた。なおこの年のポストシーズンは、10月26日のDeNA戦の打席にて発症した右太腿の肉離れを抱えて出場した。川端は当時のことを「走ることが難しい状態だった」「患部にテーピングをガチガチに巻いて出場した」と後に語っている。オフに、3000万円増となる推定年俸5000万円で契約を更改した。
2022年は、5月21日の横浜戦で2020年8月28日以来となるスタメン入り（6番・一塁手）を果たした。7月4日に抹消され、二軍調整を経て9月16日に再登録された。17日の中日戦には12回表に代打で出場し、2点適時打を放ち、一度は3-1と勝ち越したものの、その裏にスコット・マクガフの乱調で同点に追いつかれ、3-3の引き分けに終わった。同シーズンは前半の不調が響き、最終的な打率は.175と低迷。12月2日、減額制限を超える50%ダウンの推定年俸2500万円で契約を更改した。
2023年は、開幕一軍入りを逃したが、4月4日に一軍登録される。4月9日の阪神戦で適時打を放ち引き分けに持ち込むなどの結果を残し、再び代打の切り札としての起用が増えた。6月1日の日本ハム戦では「3番・DH」で猛打賞を記録しチームを連敗脱出に導いた。後半戦では一時期不振に陥ったものの、最終的に打率.319、出塁率.385を記録した。代打安打数はリーグトップの20。7月には2度の決勝打を放ち勝利に貢献した。
2024年は、4月25日の広島戦で8回に代打で出場し同点適時打を放ったが、4月は11打数2安打、5月は13打数3安打、6月は6打数2安打と不調が続き、6月29日に抹消。7月19日に再昇格し、7月27日の広島戦では7回１死満塁から均衡を破る２点適時打を放ち、約1か月ぶりのヒットとなった。前半戦での不調が響き、最終的な打率は.224、2年ぶりのホームランなしに終わった。12月3日、600万円減の2400万円で契約更改。12月8日には、石川雅規、山中浩史と共に天草市で野球教室を実施。2025年1月15日放送の水曜だけど土曜の番組では、前述の2人と3人で釣りをする場面が放送され、話題を呼んだ。

## 選手としての特徴・人物

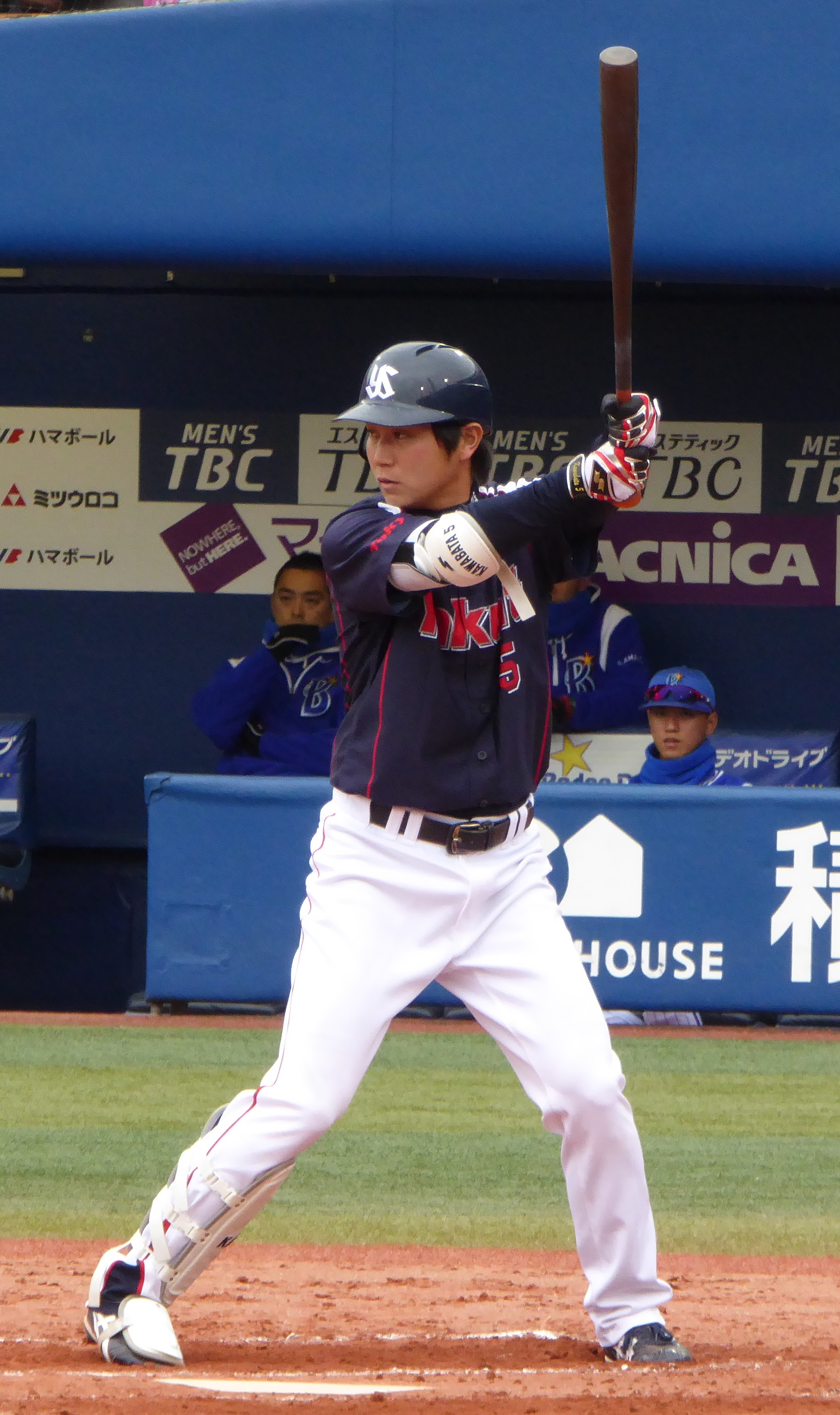
バッティングフォーム（2015年4月4日、横浜スタジアムにて）

“天才的”と称される卓越したバットコントロールが武器の巧打者。勝負強さも魅力で、度重なる故障を乗り越えた2021年以降は代打の切り札として活躍している。当初は遊撃手であったが、2013年以降は三塁手・一塁手を中心に守る。高校時代に50m走のタイム5秒台を記録するなど俊足も持ち合わせる。
2014年6月22日にタレントの水野今日香と結婚していたことがシーズン終了後に明らかになった。挙式は優勝旅行のために1年延期となり、2016年オフに執り行われた。
爽やかな容姿で「ツバメのプリンス」と呼ばれる。一方で故障が多く、「ガラスのプリンス」と呼ばれることもあった。

## 詳細情報

### 年度別打撃成績
| 年 度      | 球 団      | 試 合 | 打 席 | 打 数 | 得 点 | 安 打 | 二 塁 打 | 三 塁 打 | 本 塁 打 | 塁 打 | 打 点 | 盗 塁 | 盗 塁 死 | 犠 打 | 犠 飛 | 四 球 | 敬 遠 | 死 球 | 三 振 | 併 殺 打 | 打 率 | 出 塁 率 | 長 打 率 | O P S |
| ---------- | ---------- | ----- | ----- | ----- | ----- | ----- | -------- | -------- | -------- | ----- | ----- | ----- | -------- | ----- | ----- | ----- | ----- | ----- | ----- | -------- | ----- | -------- | -------- | ----- |
| 2006       | ヤクルト   | 6     | 23    | 21    | 2     | 4     | 0        | 0        | 0        | 4     | 1     | 0     | 0        | 1     | 0     | 1     | 0     | 0     | 8     | 0        | .190  | .227     | .190     | .418  |
| 2007       | ヤクルト   | 9     | 13    | 10    | 1     | 1     | 1        | 0        | 0        | 2     | 1     | 0     | 0        | 2     | 0     | 1     | 0     | 0     | 6     | 0        | .100  | .182     | .200     | .382  |
| 2008       | ヤクルト   | 65    | 115   | 104   | 11    | 27    | 4        | 0        | 1        | 34    | 9     | 2     | 0        | 6     | 0     | 5     | 0     | 0     | 20    | 1        | .260  | .294     | .327     | .621  |
| 2009       | ヤクルト   | 30    | 42    | 37    | 2     | 10    | 0        | 0        | 0        | 10    | 0     | 0     | 0        | 2     | 0     | 3     | 0     | 0     | 6     | 2        | .270  | .325     | .270     | .595  |
| 2010       | ヤクルト   | 59    | 214   | 188   | 22    | 56    | 12       | 1        | 1        | 73    | 21    | 0     | 0        | 6     | 3     | 16    | 3     | 1     | 21    | 7        | .298  | .351     | .388     | .739  |
| 2011       | ヤクルト   | 117   | 457   | 399   | 48    | 107   | 20       | 3        | 4        | 145   | 46    | 0     | 0        | 15    | 3     | 40    | 2     | 0     | 51    | 5        | .268  | .333     | .363     | .696  |
| 2012       | ヤクルト   | 125   | 507   | 453   | 52    | 135   | 15       | 5        | 4        | 172   | 49    | 3     | 2        | 13    | 4     | 35    | 0     | 2     | 56    | 7        | .298  | .348     | .380     | .728  |
| 2013       | ヤクルト   | 70    | 312   | 267   | 36    | 83    | 7        | 2        | 5        | 109   | 37    | 2     | 2        | 7     | 1     | 37    | 1     | 0     | 28    | 6        | .311  | .393     | .408     | .802  |
| 2014       | ヤクルト   | 142   | 637   | 580   | 86    | 177   | 33       | 2        | 10       | 244   | 69    | 2     | 2        | 8     | 3     | 43    | 1     | 3     | 62    | 10       | .305  | .355     | .421     | .775  |
| 2015       | ヤクルト   | 143   | 632   | 581   | 87    | 195   | 34       | 1        | 8        | 255   | 57    | 4     | 3        | 2     | 2     | 43    | 0     | 3     | 72    | 15       | .336  | .383     | .439     | .822  |
| 2016       | ヤクルト   | 103   | 458   | 420   | 48    | 127   | 22       | 1        | 1        | 154   | 32    | 3     | 0        | 1     | 2     | 34    | 0     | 1     | 31    | 13       | .302  | .354     | .367     | .721  |
| 2018       | ヤクルト   | 97    | 334   | 297   | 22    | 77    | 9        | 1        | 3        | 97    | 31    | 1     | 0        | 1     | 1     | 32    | 2     | 3     | 37    | 11       | .259  | .336     | .327     | .663  |
| 2019       | ヤクルト   | 37    | 67    | 61    | 5     | 10    | 1        | 0        | 0        | 11    | 7     | 0     | 0        | 0     | 1     | 5     | 0     | 0     | 8     | 2        | .164  | .224     | .180     | .404  |
| 2020       | ヤクルト   | 39    | 42    | 39    | 3     | 5     | 0        | 0        | 0        | 5     | 2     | 0     | 0        | 0     | 0     | 3     | 0     | 0     | 4     | 1        | .128  | .190     | .128     | .319  |
| 2021       | ヤクルト   | 91    | 93    | 86    | 8     | 32    | 5        | 1        | 1        | 42    | 18    | 0     | 0        | 0     | 0     | 7     | 1     | 0     | 16    | 2        | .372  | .419     | .488     | .908  |
| 2022       | ヤクルト   | 52    | 64    | 57    | 1     | 10    | 1        | 0        | 0        | 11    | 7     | 0     | 0        | 0     | 2     | 4     | 1     | 1     | 7     | 1        | .175  | .234     | .193     | .427  |
| 2023       | ヤクルト   | 80    | 105   | 94    | 4     | 30    | 3        | 0        | 2        | 39    | 16    | 0     | 0        | 1     | 0     | 9     | 5     | 1     | 10    | 4        | .319  | .385     | .415     | .800  |
| 2024       | ヤクルト   | 61    | 61    | 58    | 1     | 13    | 0        | 0        | 0        | 13    | 6     | 0     | 0        | 0     | 0     | 2     | 0     | 1     | 9     | 1        | .224  | .262     | .224     | .486  |
| 通算：18年 | 通算：18年 | 1326  | 4176  | 3752  | 439   | 1099  | 167      | 17       | 40       | 1420  | 409   | 17    | 9        | 65    | 22    | 320   | 16    | 16    | 452   | 88       | .293  | .349     | .378     | .727  |

- 2024年度シーズン終了時
- 各年度の太字はリーグ最高

### WBSCプレミア12での打撃成績
| 年 度 | 代 表 | 試 合 | 打 席 | 打 数 | 得 点 | 安 打 | 二 塁 打 | 三 塁 打 | 本 塁 打 | 塁 打 | 打 点 | 盗 塁 | 盗 塁 死 | 犠 打 | 犠 飛 | 四 球 | 敬 遠 | 死 球 | 三 振 | 併 殺 打 | 打 率 | 出 塁 率 | 長 打 率 |
| ----- | ----- | ----- | ----- | ----- | ----- | ----- | -------- | -------- | -------- | ----- | ----- | ----- | -------- | ----- | ----- | ----- | ----- | ----- | ----- | -------- | ----- | -------- | -------- |
| 2015  | 日本  | 3     | 8     | 7     | 1     | 2     | 1        | 0        | 0        | 3     | 0     | 0     | 0        | 0     | 0     | 1     | 0     | 0     | 0     | 0        | .286  | .375     | .429     |

### 年度別守備成績
| 年 度 | 球 団    | 一塁  | 一塁  | 一塁  | 一塁  | 一塁  | 一塁     | 二塁  | 二塁  | 二塁  | 二塁  | 二塁  | 二塁     | 三塁  | 三塁  | 三塁  | 三塁  | 三塁  | 三塁     | 遊撃  | 遊撃  | 遊撃  | 遊撃  | 遊撃  | 遊撃     |
| 年 度 | 球 団    | 試 合 | 刺 殺 | 補 殺 | 失 策 | 併 殺 | 守 備 率 | 試 合 | 刺 殺 | 補 殺 | 失 策 | 併 殺 | 守 備 率 | 試 合 | 刺 殺 | 補 殺 | 失 策 | 併 殺 | 守 備 率 | 試 合 | 刺 殺 | 補 殺 | 失 策 | 併 殺 | 守 備 率 |
| ----- | -------- | ----- | ----- | ----- | ----- | ----- | -------- | ----- | ----- | ----- | ----- | ----- | -------- | ----- | ----- | ----- | ----- | ----- | -------- | ----- | ----- | ----- | ----- | ----- | -------- |
| 2006  | ヤクルト | -     | -     | -     | -     | -     | -        | 5     | 2     | 8     | 0     | 1     | 1.000    | -     | -     | -     | -     | -     | -        | 6     | 8     | 14    | 0     | 3     | 1.000    |
| 2007  | ヤクルト | -     | -     | -     | -     | -     | -        | 3     | 3     | 3     | 0     | 0     | 1.000    | 2     | 0     | 1     | 0     | 0     | 1.000    | 5     | 0     | 4     | 0     | 0     | 1.000    |
| 2008  | ヤクルト | -     | -     | -     | -     | -     | -        | -     | -     | -     | -     | -     | -        | 27    | 9     | 33    | 1     | 3     | .977     | 28    | 18    | 48    | 2     | 9     | .971     |
| 2009  | ヤクルト | -     | -     | -     | -     | -     | -        | 2     | 2     | 3     | 0     | 0     | 1.000    | 6     | 2     | 2     | 1     | 1     | .800     | 4     | 6     | 6     | 0     | 3     | 1.000    |
| 2010  | ヤクルト | -     | -     | -     | -     | -     | -        | 1     | 12    | 0     | 0     | 1     | 1.000    | 19    | 5     | 8     | 0     | 2     | 1.000    | 54    | 77    | 127   | 4     | 30    | .981     |
| 2011  | ヤクルト | -     | -     | -     | -     | -     | -        | 1     | 3     | 4     | 0     | 1     | 1.000    | 9     | 2     | 7     | 0     | 0     | 1.000    | 111   | 174   | 301   | 4     | 70    | .992     |
| 2012  | ヤクルト | 7     | 36    | 2     | 1     | 6     | .974     | -     | -     | -     | -     | -     | -        | 44    | 43    | 72    | 3     | 4     | .975     | 83    | 122   | 254   | 3     | 44    | .992     |
| 2013  | ヤクルト | 6     | 13    | 1     | 0     | 0     | 1.000    | -     | -     | -     | -     | -     | -        | 67    | 43    | 108   | 1     | 12    | .993     | 3     | 2     | 4     | 1     | 1     | .857     |
| 2014  | ヤクルト | 8     | 34    | 4     | 0     | 5     | 1.000    | -     | -     | -     | -     | -     | -        | 138   | 86    | 225   | 14    | 25    | .957     | -     | -     | -     | -     | -     | -        |
| 2015  | ヤクルト | 1     | 2     | 0     | 0     | 0     | 1.000    | -     | -     | -     | -     | -     | -        | 143   | 88    | 230   | 10    | 27    | .970     | -     | -     | -     | -     | -     | -        |
| 2016  | ヤクルト | 3     | 16    | 2     | 0     | 1     | 1.000    | -     | -     | -     | -     | -     | -        | 101   | 81    | 152   | 5     | 14    | .979     | -     | -     | -     | -     | -     | -        |
| 2018  | ヤクルト | 30    | 127   | 13    | 0     | 10    | 1.000    | -     | -     | -     | -     | -     | -        | 67    | 32    | 108   | 4     | 3     | .972     | -     | -     | -     | -     | -     | -        |
| 2019  | ヤクルト | 13    | 70    | 2     | 2     | 5     | .973     | -     | -     | -     | -     | -     | -        | 3     | 0     | 8     | 0     | 0     | 1.000    | -     | -     | -     | -     | -     | -        |
| 2020  | ヤクルト | 4     | 4     | 0     | 0     | 0     | 1.000    | -     | -     | -     | -     | -     | -        | -     | -     | -     | -     | -     | -        | -     | -     | -     | -     | -     | -        |
| 2021  | ヤクルト | 7     | 9     | 1     | 1     | 1     | .909     | -     | -     | -     | -     | -     | -        | -     | -     | -     | -     | -     | -        | -     | -     | -     | -     | -     | -        |
| 2022  | ヤクルト | 3     | 23    | 0     | 0     | 2     | 1.000    | -     | -     | -     | -     | -     | -        | -     | -     | -     | -     | -     | -        | -     | -     | -     | -     | -     | -        |
| 2023  | ヤクルト | 2     | 12    | 1     | 1     | 1     | .929     | -     | -     | -     | -     | -     | -        | -     | -     | -     | -     | -     | -        | -     | -     | -     | -     | -     | -        |
| 2024  | ヤクルト | 1     | 0     | 0     | 0     | 0     | ----     | -     | -     | -     | -     | -     | -        | -     | -     | -     | -     | -     | -        | -     | -     | -     | -     | -     | -        |
| 通算  | 通算     | 85    | 346   | 26    | 5     | 31    | .987     | 12    | 22    | 18    | 0     | 3     | 1.000    | 626   | 391   | 954   | 39    | 91    | .972     | 294   | 407   | 758   | 14    | 160   | .988     |

- 2024年度シーズン終了時
- 各年度の太字はリーグ最高
- 太字年はゴールデングラブ賞受賞年

### タイトル
- 首位打者：1回（2015年）
- 最多安打：1回（2015年）

### 表彰
- ベストナイン：1回（三塁手部門：2015年）
- ゴールデングラブ賞：1回（三塁手部門：2015年）
- 月間MVP：1回（打者部門：2013年9月）
- クライマックスシリーズ（セ・リーグ）MVP：1回（2015年）

### 記録
初記録
- 初出場：2006年10月9日、対中日ドラゴンズ21回戦（明治神宮野球場）、5回表に田中浩康に代わり二塁手で出場
- 初打席：同上、6回裏に中田賢一の前に空振り三振
- 初先発出場：2006年10月10日、対広島東洋カープ22回戦（明治神宮野球場）、「7番・二塁手」で先発出場
- 初安打・初打点：同上、5回裏に大竹寛から中前適時打
- 初盗塁：2008年8月28日、対広島東洋カープ16回戦（広島市民球場）、2回表に二盗（投手：大竹寛、捕手：石原慶幸）
- 初本塁打：2008年10月7日、対中日ドラゴンズ24回戦（明治神宮野球場）、2回裏に小笠原孝から右越3ラン

節目の記録
- 1000安打：2019年4月20日、対中日ドラゴンズ5回戦（ナゴヤドーム）、6回表に柳裕也から左前適時打 ※史上294人目
- 1000試合出場：2019年9月4日、対広島東洋カープ22回戦（明治神宮野球場）、6回裏に大下佑馬の代打で出場 ※史上504人目

その他の記録
- 連続試合猛打賞：4（2014年7月30日 - 8月8日）※球団記録
- オールスターゲーム出場：2回（2015年、2016年）

### 背番号
- 36（2006年 - 2011年）
- 5（2012年 - ）

### 打席登場曲
- 「Real Riders」湘南乃風（ - 2011年）
- 「悲しみなんて笑い飛ばせ」FUNKY MONKEY BABYS（2012年 - ）

### 代表歴
- 2015 WBSCプレミア12 日本代表